# 볼프강 드렘러
볼프강 드렘러(독일어: Wolfgang Dremmler, 1954년 7월 12일~)는 독일의 전직 축구 선수로, 현역 시절 포지션은 미드필더이다.
능숙한 금속 세공사이기도 한 드렘러는 서독 국가대표팀 일원으로 산티아고 베르나베우에서 열린 이탈리아와의 1982년 월드컵 결승전에 출전했다. 그는 브라운슈바이크와 바이에른 뮌헨에서 도합 310번의 분데스리가 경기에 출전(15골)했고, 1979년에는 파울 브라이트너의 추천으로 이적하여 1986년에 무릎 부상으로 은퇴하기 전까지 4번의 분데스리가와 3번의 DFB-포칼 우승을 거두었다. 그는 1981년 1월 7일에 브라질과의 경기에서 서독 국가대표팀 첫 경기를 치렀다. 그는 자국을 대표로 총 27번의 국가대표팀 경기에 출전(3골)했다.
드렘러는 2016-17 시즌에 지도자 활동을 끝냈다. 드렘러가 맡은 마지막 보직은 바이에른의 유소년 개발 부서장이었다.

## 수상

### 클럽
바이에른 뮌헨
- 분데스리가: 1979–80, 1980–81, 1984–85, 1985–86
- DFB-포칼
  - 우승: 1981–82, 1983–84, 1985–86
  - 준우승: 1984–85
- 유러피언컵 준우승: 1981–82

### 국가대표팀
서독
- 월드컵 준우승: 1982